# Crime mapping

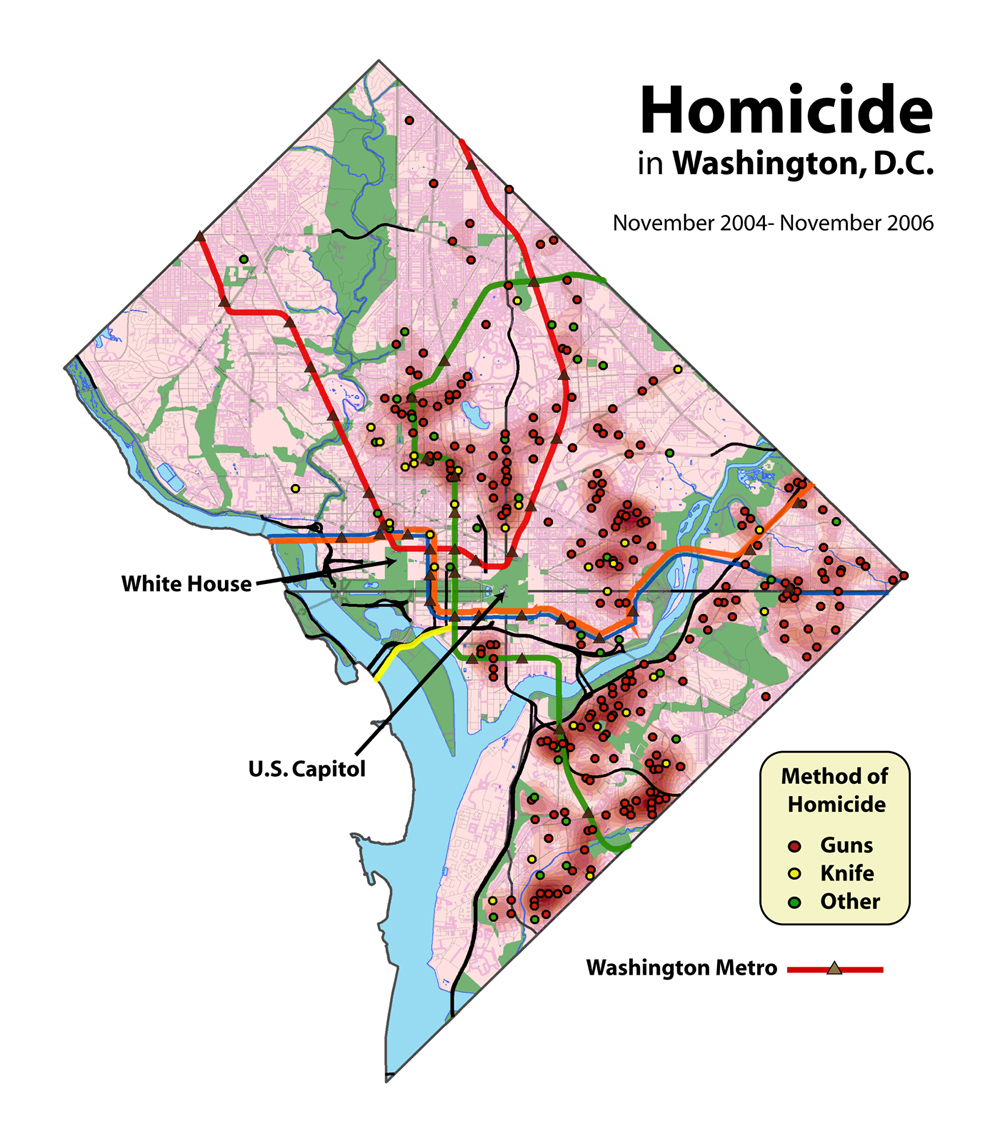
Mapping van moorden in Washington DC

Crime mapping wordt door analisten bij wetshandhavingsinstanties gebruikt om patronen in criminaliteit in kaart te brengen, te visualiseren en te analyseren. Het is een belangrijk onderdeel van misdaadanalyse en van de CompStat-politiestrategie. Crime  mapping met behulp van Geografische Informatie Systemen (GIS) stelt misdaadanalisten in staat te bepalen waar zich 'hot spots' bevinden, evenals trends en patronen in criminaliteitscijfers. 

## Toepassingen
Misdaadanalisten maken gebruik van crime mapping om beslissingen die politie en andere wetshandhavers moeten nemen beter te onderbouwen. Daardoor kan de beperkte capaciteit gerichter worden ingezet en kan een handhavingsstrategie worden ontwikkeld. Ook kan het worden gebruikt voor tactische analyses zoals voorspellingen van criminaliteit en geografische profilering. Gerelateerde termen zijn informatiegestuurde politie, probleemgericht politiewerk en wijkgericht werken. 